# Kreis Darkehmen
Der Kreis Darkehmen (ab 1938 Kreis Angerapp) in Ostpreußen bestand in der Zeit von 1818 bis 1945. Sein ehemaliges Gebiet gehört heute zur polnischen Woiwodschaft Ermland-Masuren bzw. zur russischen Oblast Kaliningrad.

## Verwaltungsgeschichte

### Königreich Preußen

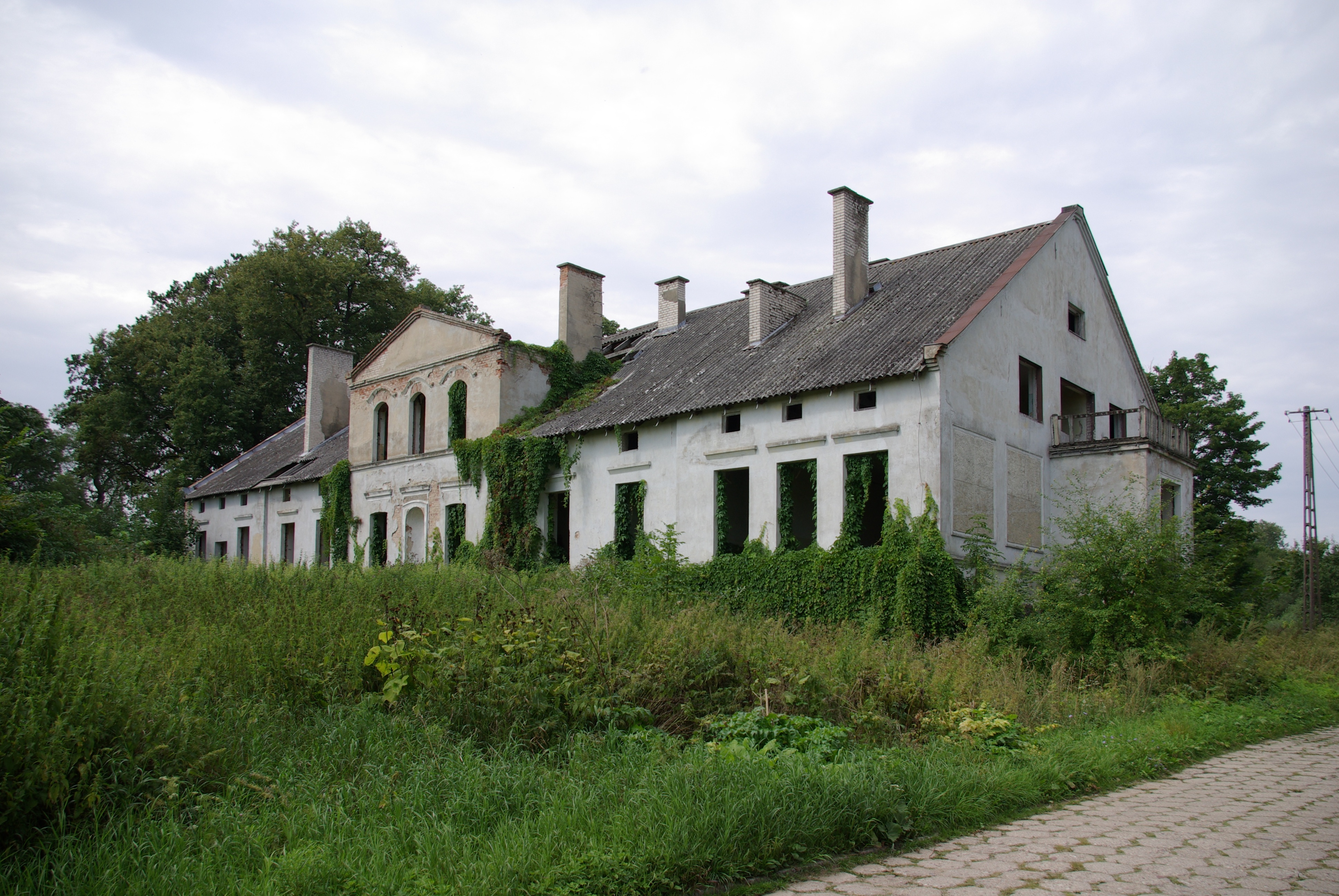
Ruine eines Gutshauses von 1862 in Dąbrówka (Dombrowken, 1938 bis 1945 Eibenburg), 2010

Das Gebiet des Kreises Darkehmen gehörte seit der Einteilung Ostpreußens in landrätliche Kreise von 1752 zu dem damaligen Kreis Insterburg. Im Rahmen der preußischen Verwaltungsreformen ergab sich mit der „Verordnung wegen verbesserter Einrichtung der Provinzialbehörden“ vom 30. April 1815 die Notwendigkeit einer umfassenden Kreisreform in ganz Ostpreußen, da sich die 1752 eingerichteten Kreise als unzweckmäßig und zu groß erwiesen hatten. Zum 1. September 1818 wurde im Regierungsbezirk Gumbinnen aus Teilen des alten Kreises Insterburg der neue Kreis Darkehmen gebildet. Dieser umfasste die Kirchspiele Ballethen, Darkehmen, Dombrowken, Groß Karpowen (ein Teil des Kirchspiels gehörte zum Kreis Gerdauen), Kleszowen, Rogahlen, Szabienen, Trempen und Wilhelmsberg. Das Landratsamt war in Darkehmen.
Seit dem 3. Dezember 1829 gehörte der Kreis nach dem Zusammenschluss der Provinzen Preußen und Westpreußen zur neuen Provinz Preußen mit dem Sitz in Königsberg i. Pr.

### Norddeutscher Bund und Deutsches Reich
Seit dem 1. Juli 1867 gehörte der Kreis zum Norddeutschen Bund und seit dem 1. Januar 1871 zum Deutschen Reich.
Am 21. Juli 1875 wurde die Landgemeinde Grünheide aus dem Kreis Darkehmen in den Kreis Gumbinnen umgegliedert. Am 10. August 1876 wurden die Landgemeinden Alt Gurren und Neu Gurren und der Gutsbezirk Gurren aus dem Kreis Darkehmen in den Kreis Angerburg umgegliedert, während der Gutsbezirk Broszeitschen vom Kreis Angerburg zum Kreis Darkehmen wechselte. Nach der Teilung der Provinz Preußen in die Provinzen Ostpreußen und Westpreußen wurde der Kreis Darkehmen am 1. April 1878 Bestandteil Ostpreußens.
Zum 30. September 1928 fand im Kreis Darkehmen wie im übrigen Preußen eine Gebietsreform statt, bei der alle bewohnten Gutsbezirke aufgelöst und benachbarten Landgemeinden zugeteilt wurden.
Am 7. September 1938 wurde der Kreis in Angerapp umbenannt. Zum 1. April 1941 wurde aus Teilen verschiedener Gemeinden der neue Heeresgutsbezirk Gudwallen gebildet.

### Unter polnischer und sowjetischer Verwaltung

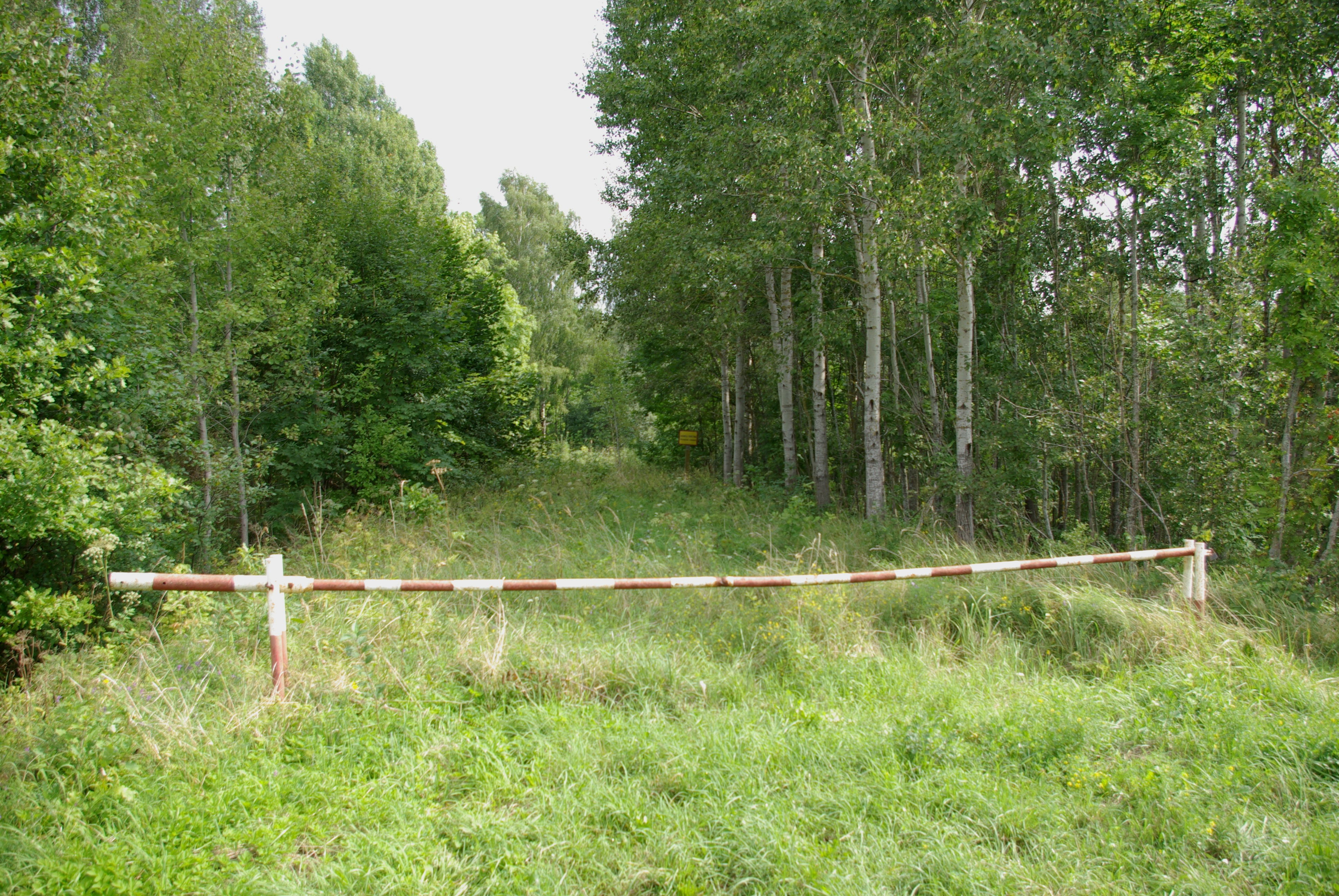
Durch die polnisch-russische Grenze unterbrochene ehemalige Straße zwischen Rapa (Angerapp, 1938 bis 1945 Kleinangerapp) im polnischen Powiat Gołdapski und Osjorsk (Darkehmen, 1938 Darkeim, 1938 bis 1945: Angerapp) in der russischen Oblast Kaliningrad, 2010

Mit der Mitte Januar 1945 beginnenden Offensive der sowjetischen Truppen in Ostpreußen wurde das Kreisgebiet schrittweise durch die Rote Armee besetzt. Nach der vollständigen Besetzung im Winter 1945 wurde das gesamte Kreisgebiet zunächst der polnischen Zivilverwaltung unterstellt. Kreis und Kreisstadt erhielten den Namen Darkiejmy, die polonisierte (und in Polen auch schon zuvor gebräuchliche) Bezeichnung für Darkehmen.
Im Spätsommer bzw. Frühherbst des Jahres 1945 revidierte die sowjetische Besatzungsmacht die von ihr zuvor vorgenommene Zonenaufteilung und verschob die Grenze erheblich in Richtung Süden, so dass der deutlich größere Nordteil des Kreises einschließlich der Kreisstadt Darkehmen / Angerapp (Darkiejmy) unter sowjetische Verwaltung kam. Die nach Kriegsende zugewanderten polnischen Migranten, die mit der Verdrängung und Vertreibung der Einheimischen begonnen hatten, wurden einschließlich der polnischen Zivilverwaltung
kurzfristig spätestens Anfang 1946 aus dem nunmehr sowjetisch verwalteten Nordteil wieder ausgewiesen.
Nur ein kleinerer Teil des Kreises südlich der Demarkationslinie verblieb unter polnischer Verwaltung und wurde dem Powiat Węgorzewski (Angerburg) angeschlossen. Die ansässige deutsche Bevölkerung wurde, sofern sie nicht bereits geflüchtet war, in der Folgezeit von den örtlichen polnischen Verwaltungsbehörden vertrieben.
Seit der Aufteilung Ostpreußens nach dem Zweiten Weltkrieg in Verwaltungszonen befindet sich die 1946 in Osjorsk (russisch Озёрск für „Stadt am See“) umbenannte frühere Kreisstadt Darkehmen in der russischen Oblast Kaliningrad.

## Einwohnerentwicklung
| Jahr | Einwohner | Quelle |
| ---- | --------- | ------ |
| 1818 | 20.283    | [ 5 ]  |
| 1846 | 32.508    | [ 6 ]  |
| 1871 | 36.719    | [ 7 ]  |
| 1890 | 34.207    | [ 8 ]  |
| 1900 | 32.782    | [ 8 ]  |
| 1910 | 31.485    | [ 8 ]  |
| 1925 | 32.635    | [ 8 ]  |
| 1933 | 31.445    | [ 8 ]  |
| 1939 | 31.177    | [ 8 ]  |

## Politik

### Landräte
- 1818–184800Franz von Buttlar
- 1848–184900Arnoldt (komm.)
- 1849–185100Wolff (komm.)

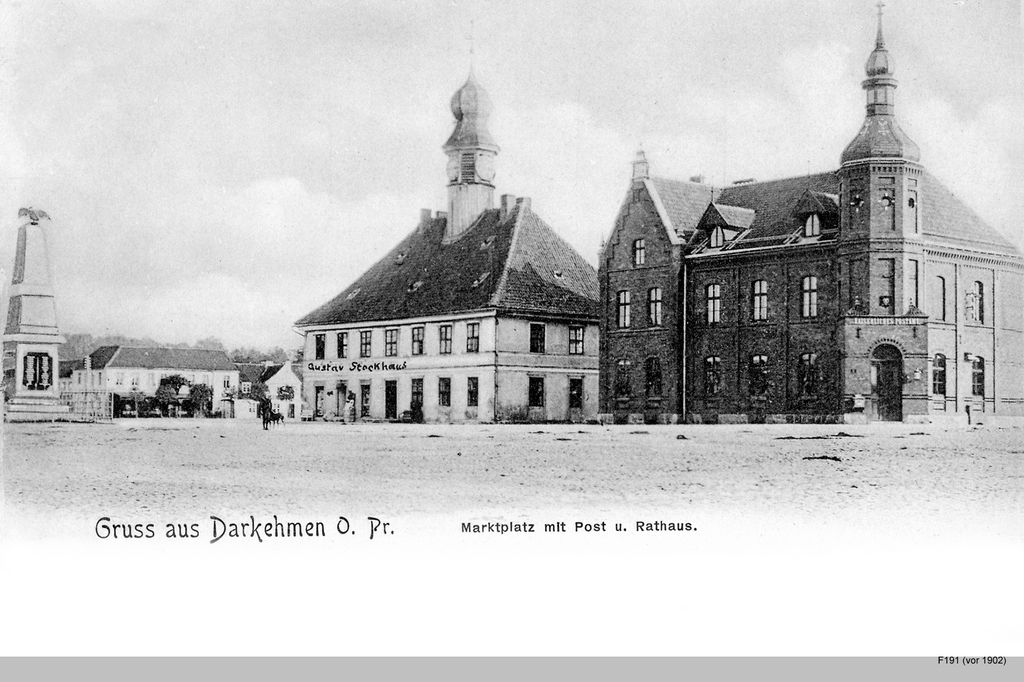
Marktplatz von Darkehmen mit dem Rathaus und der Post

- 1851–186500Heinrich von Schirmeister
- 1865–187400Gustav von Goßler
- 1876–189000Max Bergmann
- 1890–189100Hermann von Kruse[9]
- 1891–189700Hermann von Busenitz
- 1892–189700Robert Busenitz
- 1897–191100Theodor Eggert
- 1911–192000Alexander von Martius
- 1920–193300Willi Seroski
- 1933–193700Günther Nikolaus
- 1937–194500Paul Uschdraweit

### Wahlen
Im Deutschen Kaiserreich bildete der Kreis Darkehmen zusammen mit den Kreisen Goldap und Stallupönen den Reichstagswahlkreis Gumbinnen 4.

### Kommunalverfassung
Der Kreis Darkehmen gliederte sich in die Stadt Darkehmen (am 3. Juni 1938 in „Darkeim“, am 16. Juli 1938 in „Angerapp“ umbenannt), in Landgemeinden und – bis zu deren nahezu vollständigem Wegfall – in Gutsbezirke. Mit Einführung des preußischen Gemeindeverfassungsgesetzes vom 15. Dezember 1933 sowie der Deutschen Gemeindeordnung vom 30. Januar 1935 wurde zum 1. April 1935 das Führerprinzip auf Gemeindeebene durchgesetzt.
Eine neue Kreisverfassung wurde nicht mehr geschaffen; es galt weiterhin die Kreisordnung für die Provinzen Ost- und Westpreußen, Brandenburg, Pommern, Schlesien und Sachsen vom 19. März 1881.

## Gemeinden
Nach der Gemeindereform von 1928 umfasste der Kreis Darkehmen die Stadt Darkehmen, 162 weitere Gemeinden sowie einen Forstgutsbezirk. Am 1. April 1941 wurde die Gemeinde Gudwallen aufgelöst; gleichzeitig wurde der neue Heeresgutsbezirk Gudwallen eingerichtet.
| Amtsbezirke und Gemeinden                       | Bevölkerung (1939) | Bemerkung                                                                                          | heute zu |
| Stadt Darkehmen                                 |                    | |          |
| 1. Darkehmen, amtsfreie Stadt                   | 4.376              | am 16. Juli 1938 umbenannt in Angerapp                                                             | RUS      |
| Amtsbezirk Abschermeningken                     |                    | ab dem 30. Juli 1933 Amtsbezirk Almental                                                           |          |
| 1. Abschermeningken                             | 256                | am 11. Februar 1932 umbenannt in Almental                                                          | PL       |
| 2. Jagotschen                                   | 270                | am 16. Juli 1938 umbenannt in Gleisgarben                                                          | PL       |
| 3. Krugken                                      | 69                 | am 16. Juli 1938 umbenannt in Krucken                                                              | PL       |
| 4. Masutschen                                   | 82                 | am 16. Juli 1938 umbenannt in Oberhofen (Ostpr.)                                                   | PL       |
| 5. Petrelskehmen                                | 82                 | am 16. Juli 1938 umbenannt in Peterkeim                                                            | PL       |
| Amtsbezirk Adamsheide                           |                    | |          |
| 1. Adamsheide                                   | 262                | | RUS      |
| 2. Rogalwalde                                   | 214                | | RUS      |
| 3. Schidlack                                    | 146                | am 16. Juli 1938 umbenannt in Schiedelau                                                           | RUS      |
| Amtsbezirk Angerapp                             |                    | ab dem 12. Januar 1939 Amtsbezirk Kleinangerapp                                                    |          |
| 1. Angerapp                                     | 388                | am 16. Juli 1938 umbenannt in Kleinangerapp                                                        | PL       |
| Amtsbezirk Ballethen                            |                    | |          |
| 1. Ballethen                                    | 447                | | RUS      |
| 2. Groß und Klein Menturren                     | 81                 | am 16. Juli 1938 umbenannt in Mentau                                                               | RUS      |
| 3. Illgossen                                    | 185                | am 16. Juli 1938 umbenannt in Ilgenau                                                              | RUS      |
| 4. Loppinnen                                    | 48                 | | RUS      |
| 5. Missen                                       | 69                 | | RUS      |
| 6. Neu Ragaischen                               | 114                | am 16. Juli 1938 umbenannt in Kuppenwiese                                                          | RUS      |
| Amtsbezirk Ballupönen                           |                    | ab dem 12. Januar 1939 Amtsbezirk Schanzenhöh                                                      |          |
| 1. Alt Ballupönen                               | 124                | am 16. Juli 1938 umbenannt in Schanzenhöh                                                          | PL       |
| 2. Alt und Neu Kermuschienen                    | 77                 | am 16. Juli 1938 umbenannt in Kermenau                                                             | PL       |
| 3. Eszerienen                                   | 50                 | am 16. Juli 1938 umbenannt in Seehagen (Ostpr.)                                                    | PL       |
| 4. Griesgirren                                  | 196                | am 16. Juli 1938 umbenannt in Grieswalde                                                           | PL       |
| 5. Stobrigkehlen                                | 180                | am 16. Juli 1938 umbenannt in Stillheide                                                           | PL       |
| Amtsbezirk Dombrowken                           |                    | ab dem 12. Januar 1939 Amtsbezirk Eibenburg                                                        |          |
| 1. Dombrowken                                   | 296                | am 16. Juli 1938 umbenannt in Eibenburg                                                            | PL       |
| Amtsbezirk Ernstburg                            |                    | |          |
| 1. Abscherningken                               | 208                | am 16. Juli 1938 umbenannt in Dachshausen                                                          | RUS      |
| 2. Ernstburg                                    | 320                | | RUS      |
| 3. Eszerischken                                 | 168                | am 16. Juli 1938 umbenannt in Schönfels                                                            | RUS      |
| 4. Grieben                                      | 198                | | RUS      |
| 5. Neu Pillkallen                               | 147                | am 16. Juli 1938 umbenannt in Rüttelsdorf                                                          | RUS      |
| Amtsbezirk Eszerningken                         |                    | ab dem 12. Januar 1939 Amtsbezirk Eschingen                                                        |          |
| 1. Eszerningken                                 | 287                | am 16. Juli 1938 umbenannt in Eschingen                                                            | RUS      |
| 2. Grasgirren                                   | 235                | am 16. Juli 1938 umbenannt in Dingelau                                                             | RUS      |
| 3. Groß Kolpacken                               | 112                | am 16. Juli 1938 umbenannt in Großbachrode                                                         | RUS      |
| 4. Ischdaggen                                   | 145                | am 16. Juli 1938 umbenannt in Brenndenwalde                                                        | RUS      |
| 5. Karteningken                                 | 74                 | am 16. Juli 1938 umbenannt in Kleedorf (Ostpr.)                                                    | RUS      |
| Amtsbezirk Gailboden                            |                    | |          |
| 1. Endruschen                                   | 107                | am 16. Juli 1938 umbenannt in Maiden                                                               | RUS      |
| 2. Groß Grobienen                               | 181                | | RUS      |
| 3. Kamanten                                     | 106                | | RUS      |
| 4. Mallenuppen                                  | 257                | am 16. Juli 1938 umbenannt in Gembern                                                              | RUS      |
| 5. Menturren                                    | 70                 | | RUS      |
| 6. Muldszehlen                                  | 60                 | am 16. Juli 1938 umbenannt in Finkenwalde (Ostpr.)                                                 | RUS      |
| Amtsbezirk Groß Ragauen                         |                    | ab dem 12. Januar 1939 Amtsbezirk Ragauen                                                          |          |
| 1. Degelgirren                                  | 122                | am 16. Juli 1938 umbenannt in Rauben                                                               | RUS      |
| 2. Eszergallen                                  | 88                 | am 16. Juli 1938 umbenannt in Seehügel                                                             | RUS      |
| 3. Groß Bretschkehmen                           | 103                | am 16. Juli 1938 umbenannt in Brettken                                                             | RUS      |
| 4. Groß Ragauen                                 | 204                | | RUS      |
| 5. Klein Ragauen                                | 58                 | | RUS      |
| 6. Notrienen                                    | 73                 | | RUS      |
| 7. Oszeningken                                  | 121                | am 16. Juli 1938 umbenannt in Hasenbrück                                                           | RUS      |
| Amtsbezirk Gudwallen                            |                    | |          |
| 1. Alt Thalau                                   | 63                 | | RUS      |
| 2. Auerfluß                                     | 374                | | RUS      |
| 3. Gudwallen                                    | 560                | am 1. April 1941 aufgelöst, eingegliedert in Bretten, Menturren und den Heeresgutsbezirk Gudwallen | RUS      |
| 4. Klein Pelledauen                             | 108                | am 16. Juli 1938 umbenannt in Kreuzstein                                                           | RUS      |
| 5. Milchbude                                    | 19                 | | RUS      |
| 6. Neu Thalau                                   | 82                 | | RUS      |
| 7. Schunkarinn                                  | 98                 | am 16. Juli 1938 umbenannt in Schlieben (Ostpr.)                                                   | RUS      |
| Ortspolizeibezirk Heeresgutsbezirk Gudwallen    |                    | eingerichtet am 1. April 1941                                                                      |          |
| 1. Heeresgutsbezirk Gudwallen                   | unbek.             | am 1. April 1941 gebildet aus Teilen von Gudwallen, Angerapp, Auerfluß und Schlieben               | RUS      |
| Amtsbezirk Jurgaitschen                         |                    | ab dem 12. Januar 1939 Amtsbezirk Jürgenfelde                                                      |          |
| 1. Alt Ragaischen                               | 216                | am 16. Juli 1938 umbenannt in Konradshof                                                           | RUS      |
| 2. Bratricken                                   | 210                | am 16. Juli 1938 umbenannt in Brahetal                                                             | RUS      |
| 3. Jurgaitschen                                 | 290                | am 16. Juli 1938 umbenannt in Jürgenfelde                                                          | RUS      |
| 4. Lenkimmen                                    | 207                | am 16. Juli 1938 umbenannt in Uhlenhorst                                                           | RUS      |
| Amtsbezirk Kallnen                              |                    | ab dem 12. Januar 1939 Amtsbezirk Drachenberg                                                      |          |
| 1. Kallnen                                      | 89                 | am 16. Juli 1938 umbenannt in Drachenberg                                                          | RUS      |
| 2. Koszischken                                  | 74                 | am 16. Juli 1938 umbenannt in Köskeim                                                              | RUS      |
| 3. Melletschen                                  | 79                 | am 16. Juli 1938 umbenannt in Meltbach                                                             | RUS      |
| 4. Schaugsten                                   | 42                 | am 16. Juli 1938 umbenannt in Linnemarken                                                          | RUS      |
| 5. Scherrewischken                              | 155                | am 16. Juli 1938 umbenannt in Bruderhof                                                            | RUS      |
| 6. Schwirgsden                                  | 179                | am 16. Juli 1938 umbenannt in Königsgarten                                                         | RUS      |
| Amtsbezirk Kandszen                             |                    | ab dem 12. Januar 1939 Amtsbezirk Kanden                                                           |          |
| 1. Kandszen                                     | 155                | am 16. Juli 1938 umbenannt in Kanden                                                               | RUS      |
| 2. Kuinen                                       | 134                | am 16. Juli 1938 umbenannt in Golsaue                                                              | RUS      |
| 3. Lengwetschen                                 | 68                 | am 16. Juli 1938 umbenannt in Tiefenhagen                                                          | RUS      |
| 4. Ragoschen                                    | 57                 | am 16. Juli 1938 umbenannt in Ragen                                                                | RUS      |
| 5. Schuppinnen                                  | 93                 | am 16. Juli 1938 umbenannt in Wiesenbrunn (Ostpr.)                                                 | RUS      |
| 6. Tarputschen, Kirchspiel Ballethen            | 98                 | am 16. Juli 1938 umbenannt in Erlenflet                                                            | RUS      |
| Amtsbezirk Kariotkehmen                         |                    | ab dem 12. Januar 1939 Amtsbezirk Karkeim                                                          |          |
| 1. Bindszuhnen                                  | 63                 | am 16. Juli 1938 umbenannt in Bindemark                                                            | RUS      |
| 2. Gründann                                     | 35                 | | RUS      |
| 3. Gudwainen                                    | 49                 | | RUS      |
| 4. Jewonischken                                 | 42                 | am 16. Juli 1938 umbenannt in Brunshöfen                                                           | RUS      |
| 5. Kariotkehmen                                 | 168                | am 16. Juli 1938 umbenannt in Karkeim                                                              | RUS      |
| 6. Ramoschkehmen                                | 113                | am 16. Juli 1938 umbenannt in Ramfelde                                                             | RUS      |
| 7. Schakumehlen                                 | 99                 | am 16. Juli 1938 umbenannt in Wildhorst                                                            | RUS      |
| 8. Schudischken                                 | 66                 | am 16. Juli 1938 umbenannt in Schudau                                                              | RUS      |
| Amtsbezirk Karpowen                             |                    | ab dem 12. Januar 1939 Amtsbezirk Albrechtau                                                       |          |
| 1. Albrechtau                                   | 157                | | RUS      |
| 2. Jautecken                                    | 165                | am 16. Juli 1938 umbenannt in Friedeck                                                             | RUS      |
| 3. Lenkelischken/Lenkehlischken                 | 124                | am 16. Juli 1938 umbenannt in Gutbergen                                                            | RUS      |
| 4. Karpowen                                     | 342                | am 16. Juli 1938 umbenannt in Karpauen                                                             | RUS      |
| Amtsbezirk Lingwarowen                          |                    | ab dem 12. Januar 1939 Amtsbezirk Berglingen                                                       |          |
| 1. Adlig Kermuschienen                          | 250                | am 16. Juli 1938 umbenannt in Kermen                                                               | RUS      |
| 2. Groß Illmen                                  | 95                 | | RUS      |
| 3. Lingwarowen                                  | 156                | am 16. Juli 1938 umbenannt in Berglingen                                                           | PL       |
| 4. Marienwalde                                  | 316                | | PL       |
| 5. Piontken                                     | 156                | am 16. Juli 1938 umbenannt in Waldkerme                                                            | RUS      |
| Amtsbezirk Klein Beynuhnen                      |                    | ab dem 12. Januar 1939 Amtsbezirk Kleinbeinuhnen                                                   |          |
| 1. Aussicht                                     | 162                | | RUS      |
| 2. Klein Beynuhnen                              | 369                | am 16. Juli 1938 umbenannt in Kleinbeinuhnen                                                       | RUS      |
| Amtsbezirk Kleszowen                            |                    | ab dem 12. Januar 1939 Amtsbezirk Kleschauen                                                       |          |
| 1. Jodszuhnen                                   | 108                | am 16. Juli 1938 umbenannt in Jodanen                                                              | RUS      |
| 2. Kleszowen                                    | 163                | am 16. Juli 1938 umbenannt in Kleschauen                                                           | RUS      |
| 3. Kuddern                                      | 135                | am 16. Juli 1938 umbenannt in Kudern                                                               | RUS      |
| 4. Tautschillen                                 | 69                 | am 16. Juli 1938 umbenannt in Altentrift                                                           | RUS      |
| 5. Uszballen                                    | 69                 | am 16. Juli 1938 umbenannt in Langenrück                                                           | PL       |
| 6. Worellen                                     | 159                | am 16. Juli 1938 umbenannt in Runden                                                               | RUS      |
| Amtsbezirk Kunigehlen                           |                    | ab dem 12. Januar 1939 Amtsbezirk Stroppau                                                         |          |
| 1. Alt Sauskoyen                                | 142                | am 16. Juli 1938 umbenannt in Altsauswalde                                                         | RUS      |
| 2. Groß Beynuhnen                               | 215                | am 16. Juli 1938 umbenannt in Großbeinuhnen                                                        | RUS      |
| 3. Kundschicken                                 | 126                | am 16. Juli 1938 umbenannt in Sandeck                                                              | RUS      |
| 4. Kunigehlen                                   | 292                | am 16. Juli 1938 umbenannt in Stroppau                                                             | RUS      |
| 5. Neu Beynuhnen                                | 92                 | am 16. Juli 1938 umbenannt in Neubeinuhnen                                                         | RUS      |
| 6. Neu Sauskoyen                                | 82                 | am 16. Juli 1938 umbenannt in Neusauswalde                                                         | RUS      |
| Amtsbezirk Launingken                           |                    | ab dem 12. Januar 1939 Amtsbezirk Sanden                                                           |          |
| 1. Launingken                                   | 500                | am 16. Juli 1938 umbenannt in Sanden                                                               | PL       |
| 2. Neu Eszergallen                              | 102                | am 16. Juli 1938 umbenannt in Wehrwalde                                                            | RUS      |
| Amtsbezirk Rogahlen                             |                    | ab dem 12. Januar 1939 Amtsbezirk Gahlen                                                           |          |
| 1. Audinischken                                 | 84                 | am 16. Juli 1938 umbenannt in Hilpertswerder                                                       | PL       |
| 2. Groß Jahnen                                  | 180                | | PL       |
| 3. Gruneyken                                    | 78                 | am 16. Juli 1938 umbenannt in Gruneiken                                                            | PL       |
| 4. Matzwolla                                    | 144                | am 16. Juli 1938 umbenannt in Balschdorf                                                           | PL       |
| 5. Ostkehmen                                    | 67                 | | PL       |
| 6. Rogahlen                                     | 344                | am 16. Juli 1938 umbenannt in Gahlen (Ostpr.)                                                      | PL       |
| 7. Skallischkehmen                              | 127                | am 16. Juli 1938 umbenannt in Großsteinau                                                          | PL       |
| 8. Wittgirren                                   | 201                | am 16. Juli 1938 umbenannt in Wittbach                                                             | PL       |
| Amtsbezirk Schillehlen                          |                    | ab dem 12. Januar 1939 Amtsbezirk Sillenfelde                                                      |          |
| 1. Dumbeln                                      | 199                | am 16. Juli 1938 umbenannt in Kranichfelde                                                         | RUS      |
| 2. Groß Albrechtshof                            | 228                | am 16. Juli 1938 umbenannt in Albrechtshof                                                         | RUS      |
| 3. Grünblum                                     | 73                 | | RUS      |
| 4. Karklienen                                   | 180                | am 16. Juli 1938 umbenannt in Wiesenhausen                                                         | RUS      |
| 5. Kruschinnen                                  | 92                 | am 16. Juli 1938 umbenannt in Altlinde                                                             | RUS      |
| 6. Kurschen                                     | 131                | | RUS      |
| 7. Schillehlen                                  | 234                | am 16. Juli 1938 umbenannt in Sillenfelde                                                          | RUS      |
| Amtsbezirk Skallischen                          |                    | ab dem 12. Januar 1939 Amtsbezirk Altheide                                                         |          |
| 1. Skallischen                                  | 324                | am 16. Juli 1938 umbenannt in Altheide (Ostpr.)                                                    | PL       |
| 2. Forst Skallischen, gemeindefreier Gutsbezirk | 0                  | am 16. Juli 1938 umbenannt in Forst Altheide                                                       | PL       |
| Amtsbezirk Skirlack                             |                    | |          |
| 1. Groß Skirlack                                | 229                | | RUS      |
| 2. Kannehlen                                    | 205                | am 16. Juli 1938 umbenannt in Kannen                                                               | RUS      |
| 3. Klein Skirlack                               | 189                | | RUS      |
| 4. Potkehmen                                    | 54                 | am 16. Juli 1938 umbenannt in Puttkammer                                                           | RUS      |
| Amtsbezirk Sobrost                              |                    | |          |
| 1. Groß Medunischken                            | 280                | am 16. Juli 1938 umbenannt in Großmedien                                                           | PL       |
| 2. Groß Sobrost                                 | 221                | | PL       |
| 3. Klein Sobrost                                | 139                | | RUS      |
| Amtsbezirk Sodehnen                             |                    | |          |
| 1. Auxinnen                                     | 176                | am 16. Juli 1938 umbenannt in Ammerau                                                              | RUS      |
| 2. Didwischken                                  | 66                 | am 16. Juli 1938 umbenannt in Dittwiese                                                            | RUS      |
| 3. Groß Kallwischken                            | 104                | am 16. Juli 1938 umbenannt in Großkallwen                                                          | RUS      |
| 4. Labowischken                                 | 184                | am 16. Juli 1938 umbenannt in Labonen                                                              | RUS      |
| 5. Rosenberg                                    | 50                 | | RUS      |
| 6. Sodehnen                                     | 422                | | RUS      |
| Amtsbezirk Szabienen                            |                    | ab dem 12. Januar 1939 Amtsbezirk Lautersee                                                        |          |
| 1. Alt Szabienen                                | 135                | am 16. Juli 1938 umbenannt in Altlautersee                                                         | PL       |
| 2. Antmeschken                                  | 93                 | am 16. Juli 1938 umbenannt in Meßken                                                               | PL       |
| 3. Brassen                                      | 67                 | | RUS      |
| 4. Christiankehmen                              | 222                | | RUS      |
| 5. Groß Szabienen                               | 53                 | am 16. Juli 1938 umbenannt in Großlautersee                                                        | PL       |
| 6. Jaggeln                                      | 69                 | am 16. Juli 1938 umbenannt in Kleinzedmar                                                          | PL       |
| 7. Klein Szabienen                              | 211                | am 16. Juli 1938 umbenannt in Kleinlautersee                                                       | PL       |
| 8. Jodszinn                                     | 251                | am 16. Juli 1938 umbenannt in Sausreppen                                                           | RUS      |
| 9. Stumbrakehmen                                | 91                 | am 16. Juli 1938 umbenannt in Ursfelde                                                             | RUS      |
| 10. Uszblenken                                  | 117                | am 16. Juli 1938 umbenannt in Blinkersee                                                           | PL       |
| Amtsbezirk Tarputschen                          |                    | ab dem 12. Januar 1939 Amtsbezirk Kreuzhausen                                                      |          |
| 1. Elkinehlen                                   | 187                | am 16. Juli 1938 umbenannt in Elken                                                                | RUS      |
| 2. Julienfelde                                  | 150                | | RUS      |
| 3. Szallgirren                                  | 203                | am 16. Juli 1938 umbenannt in Kreuzhausen                                                          | RUS      |
| 4. Tarputschen, Kirchspiel Trempen              | 208                | am 16. Juli 1938 umbenannt in Sauckenhof                                                           | RUS      |
| 5. Tatarren                                     | 267                | | RUS      |
| Amtsbezirk Trempen                              |                    | |          |
| 1. Trempen                                      | 872                | | RUS      |
| Amtsbezirk Weedern                              |                    | |          |
| 1. Balschkehmen                                 | 133                | am 16. Juli 1938 umbenannt in Balsken                                                              | RUS      |
| 2. Bidszuhnen                                   | 173                | am 16. Juli 1938 umbenannt in Bidenteich                                                           | RUS      |
| 3. Groß Pelledauen                              | 67                 | am 16. Juli 1938 umbenannt in Jungferngrund                                                        | RUS      |
| 4. Hallwischken                                 | 338                | am 16. Juli 1938 umbenannt in Hallweg                                                              | RUS      |
| 5. Klein Darkehmen                              | 90                 | am 16. Juli 1938 umbenannt in Schimmelhof                                                          | RUS      |
| 6. Klein Grobienen                              | 69                 | | RUS      |
| 7. Puikwallen                                   | 70                 | am 16. Juli 1938 umbenannt in Schönwall                                                            | RUS      |
| 8. Ströpken                                     | 259                | | RUS      |
| Amtsbezirk Wikischken                           |                    | ab dem 12. Januar 1939 Amtsbezirk Wiecken                                                          |          |
| 1. Astrawischken                                | 108                | am 16. Juli 1938 umbenannt in Großzedmar                                                           | RUS      |
| 2. Auxkallen                                    | 111                | am 16. Juli 1938 umbenannt in Roßkamp                                                              | RUS      |
| 3. Klein Kolpacken                              | 90                 | am 16. Juli 1938 umbenannt in Kleinbachrode                                                        | RUS      |
| 4. Wantischken                                  | 94                 | am 16. Juli 1938 umbenannt in Grünsiedel                                                           | RUS      |
| 5. Wikischken                                   | 268                | am 16. Juli 1938 umbenannt in Wiecken                                                              | RUS      |
| Amtsbezirk Wilhelmsberg                         |                    | |          |
| 1. Friedrichsberg                               | 310                | | RUS      |
| 2. Kermuschienen                                | 132                | am 16. Juli 1938 umbenannt in Fritzenau                                                            | RUS      |
| 3. Pogrimmen                                    | 266                | am 16. Juli 1938 umbenannt in Grimmen (Ostpr.)                                                     | RUS      |
| 4. Raudohnen                                    | 105                | am 16. Juli 1938 umbenannt in Raunen (Ostpr.)                                                      | RUS      |
| 5. Wilhelmsberg                                 | 578                | | RUS      |

Eingemeindungen bis 1930
- Adamischken, am 17. Oktober 1928 zu Jodßinn
- Awiszen, am 27. April 1927 zu Darkehmen
- Babbeln, am 30. September 1928 zu Adamsheide
- Bagdohnen, am 17. Oktober 1928 zu Jodßinn
- Daubischken, am 17. Oktober 1928 zu Szallgirren
- Demildszen, am 15. Januar 1930 zu Kamanten
- Friedrichsdorf, am 30. September 1928 zu Kannehlen
- Groß Karpowen, am 30. September 1928 Karpowen
- Grünwalde, am 28. Januar 1924 zum Gutsbezirk Röseningken
- Kellmienen, 1895 zum Gutsbezirk Pogrimmen
- Klein Albrechtshof, am 30. September 1928 zu Groß Albrechtshof
- Klein Notrienen, am 15. Januar 1930 zu Notrienen
- Kowarren, am 30. September 1928 zu Jautecken
- Lasdienen, am 30. September 1928 zu Lenkimmen
- Naujeningken, am 30. September 1928 zu Gudwallen
- Naujoken, am 30. September 1928 zu Auerfluß
- Schniepseln, am 15. Januar 1930 zu Notrienen
- Szameitschen, Kirchspiel Trempen, am 30. September 1928 zu Elkinehlen
- Szameitschen, Kirchspiel Wilhelmsberg, am 17. Oktober 1928 zu Wilhelmsberg
- Waldhorst (bis 1923 Szameitschen, Kirchspiel Darkehmen), am 30. September 1928 zu Auerfluß

## Ortsnamen
Am 3. Juni 1938 – mit amtlicher Bestätigung vom 16. Juli 1938 – fanden aufgrund einer Anordnung des Gauleiters und Oberpräsidenten Ostpreußens Erich Koch auch im Kreis Angerapp (bis 1938 Kreis Darkehmen) umfangreiche Umbenennungen von Ortsnamen statt. Das waren meist lautliche Angleichungen, Übersetzungen oder freie Erfindungen. Nicht nur die Stadt Darkehmen erhielt den neuen Namen Angerapp (wenige Wochen noch: Darkeim), sondern auch 117 von 165 Gemeinden des Kreises wurden umbenannt. Einzelne Umbenennungen hatten auch schon in den Jahren davor stattgefunden.
Umbenannt wurden – neben der Stadt Darkehmen (= Angerapp) – die heute auf russischem bzw. polnischem Staatsgebiet liegenden Orte:
| - Abschermeningken: Almental - Abscherningken: Dachshausen - Adlig Kermuschienen: Kermen - Adlig Pillkallen, 1921 = Neu Pillkallen: Rüttelsdorf - Alt Ballupönen: Schanzenhöh - Alt Sauskoyen: Altsauswalde - Alt- und Neu Kermuschienen: Kermenau - Alt Ragaischen: Konradshof - Angerapp: Kleinangerapp - Antmeschken: Meßken - Astrawischken: Großzedmar - Audinischken: Hilpertswerder - Auxinnen: Amerau - Auxkallen: Roßkamp - Bagdohnen: Kleinsausreppen - Balschkehmen: Balsken - Bidszuhnen, 1936 = Bidschuhnen: Bidenteich - Bindszuhnen, 1936 = Bindschuhnen: Bindemark - Bratricken: Brahetal - Broszaitschen: Brosen - Demildszen, 1936 = Demildschen: Kleinkamanten - Didwischken: Dittwiese - Dombrowken: Eibenburg - Dumbeln: Kranichfelde - Elkinehlen: Elken - Endruschen: Maiden - Eszergallen, 1936 = Eschergallen: Seehügel - Eszerienen, 1936 = Escherienen: Seehagen - Eszerischken, 1936 = Escherischken: Schönfels - Eszerningken, 1936 = Escherningken: Eschingen - Friedrichsfelde: Sandenfelde - Grafenheyde: Grafenheide - Grasgirren: Dingelau - Griesgirren: Grieswalde - Groß Beynuhnen: Großbeinuhnen - Groß Bretschkehmen: Brettken - Groß Kallwischken: Großkallwen - Groß Karpowen, 1928 = Karpowen: Karpauen - Groß Kolpacken: Großbachrode - Groß Medunischken: Großmedien - Groß Pelledauen: Jungferngrund - Groß Szabienen, 1936 = Groß Schabienen: Großlautersee - Groß und Klein Menturren: Mentau - Gruneyken: Gruneiken - Hallwischken: Hallwen - Illgossen: Ilgenau - Ischdaggen: Brenndenwalde - Jaggeln: Kleinzedmar - Jagotschen: Gleisgarben - Jautecken: Friedeck - Jewonischken: Brunshöfen - Jodszinn, 1936 = Jodschen: Sausreppen - Jodszuhnen, 1936 = Jodschuhnen: Jodanen - Jurgaitschen: Jürgenfelde - Kallnen: Drachenberg - Kandszen, 1936: Kandschen: Kanden - Kannehlen: Kannen - Kardieken: Wiesenhausen - Kariotkehmen: Karkeim - Karklienen: Wiesenhausen - Karteningken: Kleedorf - Kermuschienen: Fritzenau - Klein Beynuhnen: Kleinbeinuhnen - Klein Darkehmen: Schimmelhof - Klein Kolpacken: Kleinbachrode - Klein Medunischken: Medunen - Klein Pelledauen: Kreuzstein - Klein Szabienen, 1936 = Klein Schabienen: Kleinlautersee - Kleszowen, 1936 = Kleschowen: Kleschauen - Klewienen: Tannenwinkel | - Königlich Szabienen, 1931 = Alt Schabienen: Altlautersee - Koszischken, 1936 = Kossischken: Köskeim - Kowarren: Kleinfriedeck - Krugken: Krucken - Kruschinnen: Altlinde - Kuddern: Kudern - Kuinen: Golsaue - Kundszicken, 1936 = Kundschicken: Sandeck - Kunigehlen: Stroppau - Labowischken: Labonen - Lasdienen: Mühlenau - Launingken: Sanden - Lengwetschen: Tiefenhagen - Lenkehlischken: Gutbergen - Lenkimmen: Uhlenhorst - Lingwarowen: Berglingen - Mallenuppen: Gembern - Masutschen: Oberhofen (Ostpr.) - Matzwolla: Balschdorf - Melletschen: Meltbach - Muldszählen, 1936 = Muldschählen: Finkenwalde (Ostpr.) - Naujeningken: Kleingudwallen - Naujoken: Kleinauerfluß - Neu Beynuhnen: Neubeinuhnen - Neu Eszergallen, = 1936: Neu Eschergallen: Wehrwalde - Neu Ragaischen: Kuppenwiese - Neu Sauskoyen: Neusauswalde - Oszeningken, 1936 = Oscheningken: Hasenbrück - Osznagorren, 1936 = Oschnagorren: Adlermark - Petrelskehmen: Peterkeim - Piontken: Waldkerme - Progrimmen: Grimmen - Potkehmen: Puttkammer - Puikwallen: Schönwall - Radtkehmen: Wittrade - Ragoszen, 1936 = Ragoschen: Ragen - Ramoschkehmen: Ramfelde - Rauben: Degelgirren - Raudohnen: Raunen - Rogahlen: Gahlen (Ostpr.) - Röseningken: Rößningen - Schakumehlen: Wildhorst - Schaugsten: Linnemarken - Scherrewischken: Bruderhof - Schillehlen: Sillenfelde - Schniepseln: Schniepen - Schudischken: Schudau - Schunkarinn: Schlieben - Schuppinnen: Wiesenbrunn - Schwirgsden: Königsgarten - Skallischen: Altheide (Ostpr.) - Skallischkehmen: Großsteinau - Stobrigkehlen: Stillheide - Stumbrakehmen: Ursfelde - Szallgirren, 1936 = Schallgirren: Kreuzhausen - Szallutschen, 1936 = Schallutschen: Krebswinkel - Szameitschen, Ksp. Darkehmen, 1936 = Schameitschen: Waldhorst - Szameitschen, Ksp. Wilhelmsberg, 1936 = Schameitschen: Brahmannsdorf - Szidlack, 1936 = Schidlack: Schiedlau - Tarputschen, Ksp. Ballethen: Erlenflet - Tarputschen, Ksp. Trempen: Sauckenhof - Tautschillen: Altentrift - Uszballen, 1936 = Uschballen: Langenrück - Uszblenken, 1936 = Uschblenken: Blinkersee - Wantischken: Grünsiedel - Wikischken: Wiecken - Wittgirren: Wittbach - Worellen: Runden |